# Euplexia phloeophanes
Euplexia phloeophanes là một loài bướm đêm trong họ Noctuidae.